# William van Gloucester

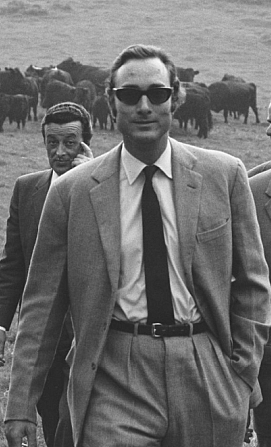
Prins William in 1971

William Henry Andrew Frederick van Gloucester (Barnet, 18 december 1941 – Wolverhampton, 28 augustus 1972) was een lid van het Brits koningshuis, een kleinzoon van koning George V en een neef van vaderskant van koningin Elizabeth II. Op het moment van zijn geboorte was hij de vierde in de lijn van troonopvolging en de negende in de rij op het moment van zijn dood. Hij was de oudste zoon van Hendrik van Gloucester en Alice Christabel Montagu-Douglas-Scott.
Prins William bezocht Eton College en studeerde vervolgens aan de Universiteit van Cambridge. Hij trad hierna in diplomatieke dienst. Zijn eerste post was in Lagos. In 1968 werd hij tweede secretaris op de Britse ambassade in Japan. Prins William was piloot en deed vaak mee aan vliegshows. In 1972 kwam hij om bij een vliegtuigongeluk nabij Wolverhampton. Hij werd begraven op Frogmore.
William was als oudste zoon erfgenaam van de titel hertog van Gloucester. Na zijn dood gingen deze rechten over op zijn jongere broer Richard. Deze erfde de titel na de dood van zijn vader in 1974.